# Edwin Gordon
Edwin Elias Gordon foi um influente investigador, autor, editor e professor no campo da educação musical. Professor da Universidade da Carolina do Sul, Gordon, através da extensa investigação, deu grandes contribuições para o estudo das aptidões musicais, teoria da aprendizagem da música, ritmo e movimento e para o desenvolvimento musical em lactentes e crianças muito pequenas.
Deixou várias obras no campo da educação musical, incluindo Learning Sequences in Music, Skill, Content, and Patterns, A Music Learning Theory for Newborn and Young Children and Preparatory Audiation, Audiation and Music Learning Theory.

## Carreira
Começou por ser músico prático, um contrabaixista de música jazz. Estudou na Eastman School of Music onde obteve a sua primeira graduação e pós-graduação em Interpretação, como contrabaixista.